# Moravie
La Moravie (/mɔʁavi/ ; en tchèque : Morava, /ˈmɔrava/  ; en allemand : Mähren /ˈmɛːʁən/ ) est une région historique d’Europe centrale, ayant jadis englobé l'actuelle Tchéquie et un large territoire autour, mais formant aujourd’hui le tiers oriental de la Tchéquie. Ses villes principales sont Brno et Olomouc. Depuis le premier tiers du XIe siècle, le margraviat de Moravie (ou « duché de Méranie », francisation de la prononciation allemande, en usage jusqu’au XXe siècle) forme, avec la Bohême, la région historique de Bohême-Moravie.

## Histoire
Pendant l'Antiquité, la Moravie est peuplée par les Celtes et notamment les Volques, puis elle sera occupée par différents peuples germaniques : Quades, Ruges et Hérules.
Durant l'Antiquité, la région est traversée du nord au sud par une route de l'ambre : celle qui relie la mer Baltique à la péninsule italienne (Aquilée, Venise, Rome), par Wrocław (Vratislavie, Breslau), Olomouc (Olomuntium, Olmütz), Brno (Eburodunum, Bruna, Brünn, Brin), Bratislava (Prešporok, Prešpurk, Pressburg), Sopron (Scarbantia, Suprún, Ödenbourg) et Ljubljana (Alluviana, Laibach).
Des années 250-260 sont datées des sépultures héritées des Lombards sur une partie des territoires actuels de la Tchéquie orientale (région de Zlín), de la Slovaquie et de la Hongrie. Au VIe siècle, des Slaves nommés « Moraves » s’y installent : d’après les indices archéologiques, les premiers établissements slaves apparaissent en Moravie du Sud après 556 après J.C.. Partis du royaume de Samo au VIIe siècle, ils subissent l’influence des Avars à l’est et des Francs à l’ouest. Ce sont les ancêtres des futurs Tchèques et Slovaques, mais à l’époque la distinction n’a pas encore lieu d’être. En 822, les annales franques signalent la présence d’ambassadeurs moraves auprès de la diète de Francfort.
Le knèze Mojmír Ier s’empare, en 833, de la principauté voisine de Nitra. Cette date est retenue pour la fondation de la Grande-Moravie, qui correspond aux territoires actuels de la Moravie, de la Slovaquie, du nord de l’Autriche, de la Hongrie, de l’ouest de l’Ukraine et, plus tard, de la Bohême (889-894), du sud-est de la Silésie et de la Biharie. À partir de 863, les Moraves passent de la mythologie slave au christianisme sous l’influence des deux missionnaires Cyrille et Méthode. Le terme de « Grande-Moravie » est connu grâce aux écrits de Constantin VII Porphyrogénète. On ignore cependant si les Moraves eux-mêmes appelaient alors ainsi leur principauté.

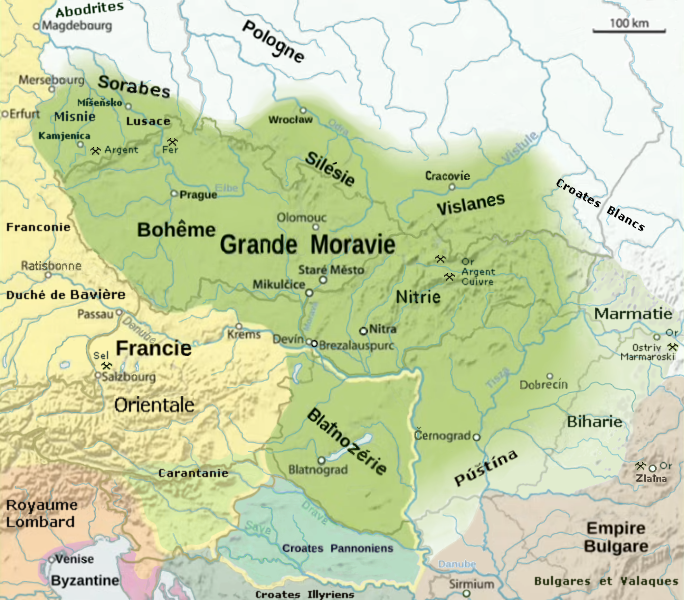
La Grande-Moravie à son extension maximale, sous Svatopluk Ier.

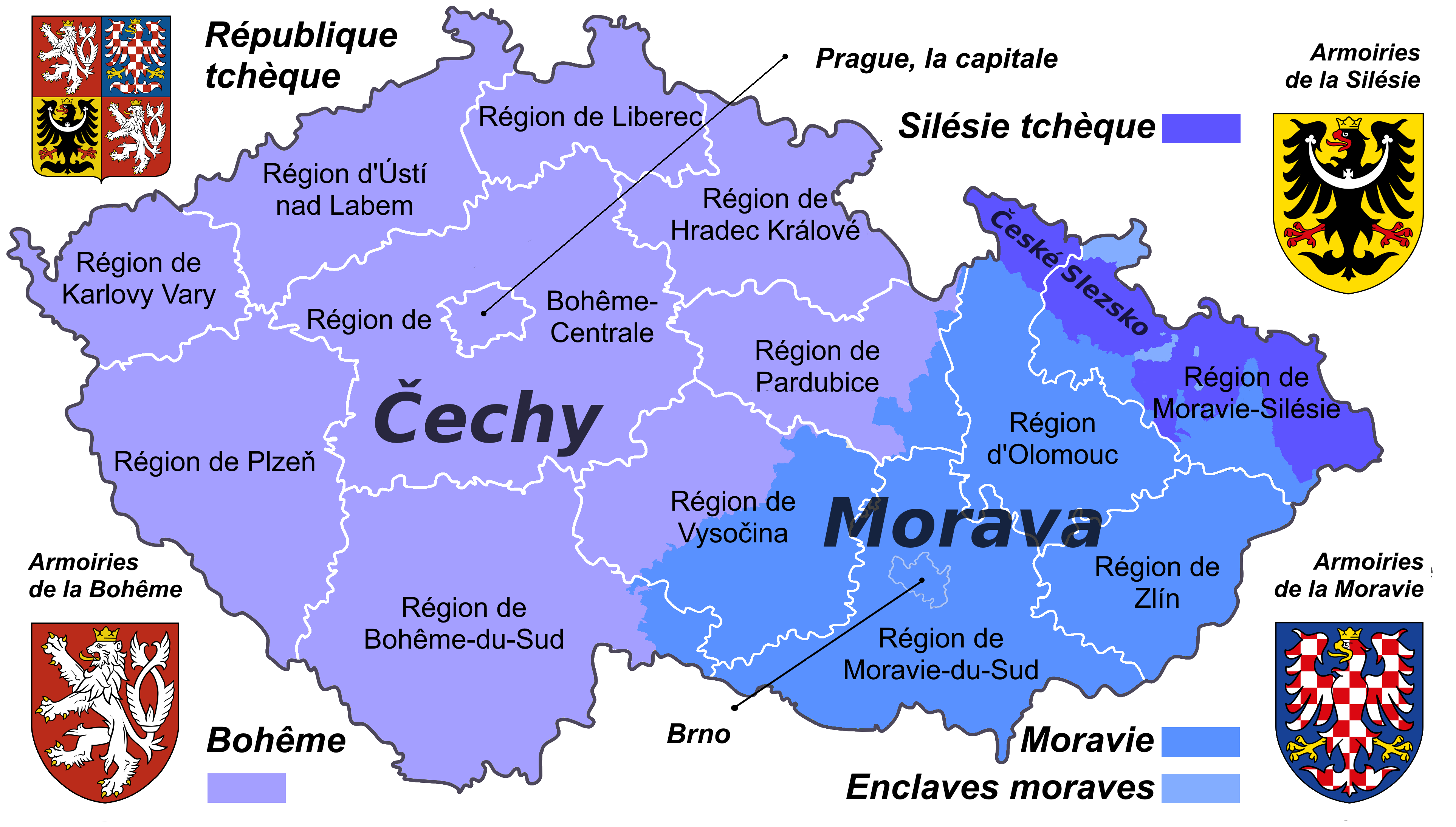
Pays tchèques historiques par rapport aux régions administratives actuelles.

Par la suite, la Moravie a fait partie, successivement :
- du duché, puis du royaume de Bohême et, avec celui-ci, du Saint-Empire romain germanique ;
- de la monarchie des Habsbourg et, parmi les composantes de celle-ci, du Saint-Empire romain germanique ;
- de l’empire d'Autriche et, parmi les composantes de celui-ci, de la Confédération germanique ;
- de l’Autriche-Hongrie et, parmi les deux puis trois composantes de celle-ci, de la partie autrichienne ou « Cisleithanie » ;
- de la Tchécoslovaquie et, parmi les territoires composant celle-ci, du territoire de langue et de culture tchèque ;
- de l’Allemagne nazie en tant que partie orientale du protectorat de Bohême-Moravie (partie centrale de la Moravie) et du territoire des Sudètes (directement annexé par le Reich : partie périphérique de la Moravie) ;
- de la Tchéquie dont elle est la partie orientale.

### Chronologie
- 846 : la Grande-Moravie passe aux mains de Louis le Germanique, à la suite du décès de Mojmír Ier.
- 862 : Rastislav, fils de Mojmír Ier reprend le contrôle du pays.
- 870 : Svatopluk, neveu de Rastislav, fait alliance avec Carloman de Bavière pour se débarrasser de son oncle, et Carloman reçoit en échange la Moravie occidentale, soit l'actuelle Bohême (Svatopluk règne sur la partie est de la Grande-Moravie, actuelles Moravie et Slovaquie). Plus tard, Svatopluk, se retourne contre son allié d'hier, et reprend la Moravie occidentale (Bohême et Silésie). Son règne marque l'extension maximale du royaume.
- 894 : mort de Svatopluk et lutte successorale entre ses fils : les Slaves de Bohême font alliance avec Arnulf de Carinthie pour reprendre leur indépendance.
- 901 : face au péril hongrois, les Moraves à nouveau réunis tentent une alliance avec les Francs mais sans succès.
- 902 : défaite des troupes moraves de Mojmir II face aux troupes franques et leurs alliés hongrois.
- 4 juillet 907, à Bratislava, les Hongrois mettent en déroute les Bavarois et les Carentanes. La présence des Moraves à cette bataille n'est pas mentionnée dans les chroniques franques de l'époque mais il est probable que la Moravie a été vaincue en même temps que les Bavarois et les Carentanes, car la Grande-Moravie s'effondre et les Hongrois prennent la Slovaquie, alors partie centrale du royaume, qui devient pour eux la « Haute-Hongrie »[5]. L'ethnogenèse des Moraves occidentaux en Bohême et Moravie a donné naissance au peuple tchèque tandis que celle des Moraves orientaux, dans le territoire devenu durant neuf siècles la « Haute-Hongrie », a donné naissance au peuple slovaque.

### Union avec la Bohême
Après 907 les Moraves sont divisés en plusieurs principautés vassales de leurs voisins plus puissants, les Hongrois et les Francs. À l'ouest, les Přemyslides de Bohême émergent progressivement, au cours du Xe siècle, comme suzerains sur ces terres slaves, et prennent définitivement — en 1019 ou 1029 (la date est incertaine) — le contrôle de la Moravie. Trois duchés sont constitués pour les fils cadets des ducs de Bohême à Brno, Olomouc et Znojmo. Lors de la séparation des Églises d'Orient et d'Occident, les Moraves choisissent l’obédience de l’Église catholique. La Moravie devient un margraviat en 1182, et partagera désormais l’histoire de la Bohême à laquelle elle est couplée, sous le Saint-Empire romain germanique puis à l’époque de l’empire d’Autriche, et enfin, après la Première Guerre mondiale, au sein de la république de Tchécoslovaquie.

## Liste des princes, ducs et margraves de Moravie

### Héraldique

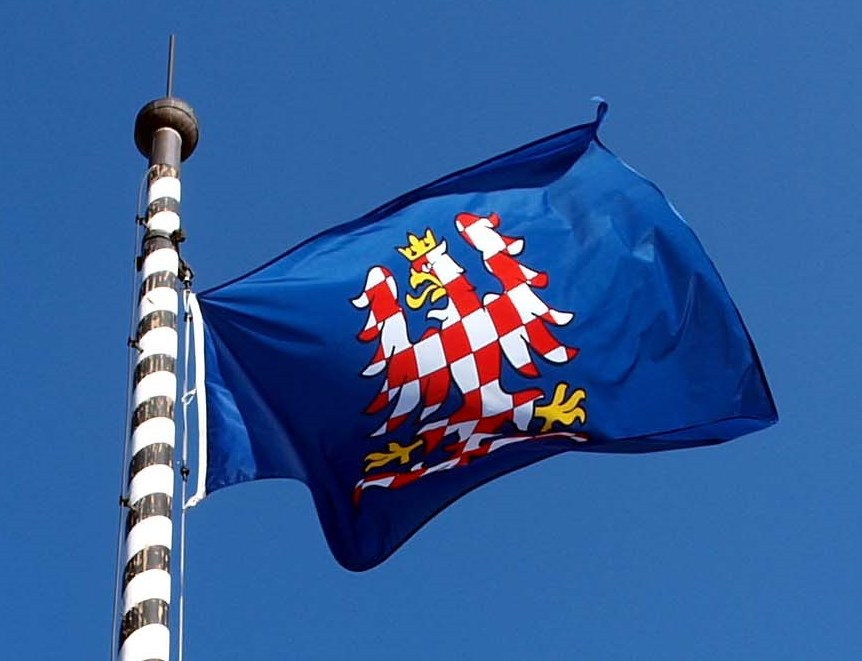
Le drapeau historique de la Moravie,.

Les margraves de Moravie portaient : d’azur, à l’aigle échiquetée d’argent et de gueules, becquée, languée, membrée et couronnée d’or.

## Géographie

### Territoire
La Moravie est aujourd’hui entourée par la Bohême à l’ouest (longueur de la frontière 420 km), l’Autriche au sud (la province autrichienne de Basse-Autriche, longueur de la frontière 201,24 km), la Slovaquie à l’est (au sud-est la région de Trnava, à l'est la région de Trenčín, au nord-est la région de Žilina), la Silésie tchèque au nord et au nord-ouest et la Pologne au nord-ouest, plus précisément Kladsko, qui faisait autrefois partie de la Bohême, fait actuellement partie de la voïvodie de Basse-Silésie (longueur de la frontière 20 km).
Les anciennes enclaves moraves de Silésie sont limitrophes de la voïvodie polonaise d'Opole, qui se trouve presque entièrement dans la partie polonaise de la Silésie.
La Moravie a eu des frontières stables pendant des siècles, qui ont changé de manière sporadique. Après la création de la Tchécoslovaquie en 1920, les régions de Valtice et du triangle de Thaya, qui constituaient jusqu'alors la partie tchèque de la Basse-Autriche, ont été annexées à la Moravie sur la base du traité de Saint-Germain-en-Laye.
Le territoire de la Moravie dans l'étendue de 1928 est actuellement (depuis 2000) divisé entre les régions de Moravie-du-Sud (toute la région à l'exception du village tchèque de Jobova Lhota et du territoire de Basse-Autriche susmentionné à la frontière sud-est), Moravie-Silésie (Osoblažsko, la région autour de Rýmařov, Nový Jičín et Frenštát pod Radhoštěm ; partie d'Ostrava et de Místek), Olomouc (à l'exclusion de la quasi-totalité du district de Jeseník), Vysočina (à l'exclusion de la partie nord et ouest de la région), Zlín (toute la région), Bohême-du-Sud (autour de Dačice et Slavonice) et Pardubice (notamment autour de Svitavy et Moravská Třebová, une partie des contreforts du Monts Śnieżnik - autour de Červená Voda, une plus petite partie de Lanškrounsko).
Sur le territoire historique de la Moravie se trouve également la localité d'U Sabotů, qui, avec d'autres terres inhabitées, a été séparée du reste de la Moravie par la frontière tchéco-slovaque. Depuis le 25 juillet 1997, cette localité appartient à la Slovaquie et, depuis septembre 1998, elle porte le nom de Šance en tant que partie locale de la municipalité de Vrbovce.
La Porte de Moravie est la ligne de partage des eaux séparant le bassin hydrographique de l’Oder de celui de la Morava.

### Villes importantes

#### Capitale
Le centre de cristallisation de l'État morave et le siège probable de la première famille Mojmír à l'époque du christianisme dit " fruste ", c'est-à-dire principalement destiné à la noblesse, où l'épiscopat de Passau avait le principal mot à dire[26], se trouvait probablement dans la localité de Valy, près de Mikulčice. Le siège du grand souverain morave et de l'archevêque du diocèse morave au début du Moyen Âge est appelé Veligrad à la place de Staré Město et de Uherské Hradiště.
Les centres les plus importants de la Moravie au Haut Moyen Âge étaient Olomouc, Brno et Znojmo, les villes sièges des domaines moraves. Après la création du margraviat de Moravie au XIIe siècle et jusqu'au milieu du XVIIe siècle, la Moravie était gouvernée à partir d'Olomouc et de Brno. L'évêché a été établi à Olomouc à partir de 1063, qui est donc considérée comme la capitale culturelle et spirituelle de la Moravie à cette époque, mais l'assemblée provinciale et le tribunal provincial se réunissaient alternativement dans les deux villes, et les conseils provinciaux moraves étaient régulièrement déplacés à cause de cela. En outre, sous le règne de Jean-Henri au XIVe siècle, Brno est devenu le siège permanent des souverains moraves de l'époque, les margraves moraves, dont le siège était le château de Špilberk.
Brno était le principal centre de la Moravie, surtout sous le règne de Jobst de Moravie. À partir du XVe siècle, l'importance des deux villes s'est équilibrée jusqu'au milieu du XVIIe siècle. En 1573, la première et, pour les siècles suivants, la seule université de Moravie a été fondée à Olomouc (elle a été brièvement déplacée à Brno). En 1636, le tribunal royal de Brno a été créé, une autorité provinciale importante dotée de vastes pouvoirs administratifs et judiciaires, qui a également siégé pendant une courte période à Olomouc. L'ensemble des archives provinciales (auparavant, environ la moitié était conservée à Olomouc et l'autre moitié à Brno) et le tribunal royal ont finalement été transférés à Brno, et les sessions alternées de l'assemblée provinciale et du tribunal n'ont pris fin que sur ordre du margrave et de l'empereur Ferdinand III au cours de la guerre de Trente Ans, à savoir entre 1641 et 1642. En outre, en 1642, Olomouc s'est rendue aux Suédois après un siège de 40 jours et a été fortement dévastée par la guerre, faisant de Brno la ville la moins importante de Moravie,.
En 1749, le Sénat judiciaire et politique de Moravie fut établi à Brno. Cependant, la concurrence entre les deux villes s'est poursuivie et Olomouc a demandé à plusieurs reprises le retour de son statut d'origine, y compris le retour du tribunal royal, bien que celui-ci ait été établi à Brno et n'ait siégé à Olomouc que pendant une courte période. Par exemple, la reine Marie-Thérèse a accordé à Olomouc le titre officiel de "capitale royale" après avoir repoussé avec succès l'armée prussienne. Le long conflit entre les deux villes concernant le statut prioritaire a été résolu par Joseph II en 1782, lorsque le monarque a accordé à Brno le droit d'être le seul centre du pouvoir politique en Moravie. Cette décision a été confirmée en 1849 dans le projet de Constitution provinciale de Moravie, qui n'a toutefois pas été signé par le monarque. Brno est restée la capitale du pays jusqu'à la fin de 1948, date à laquelle l'organisation territoriale provinciale a été abolie.

#### Villes les plus peuplées

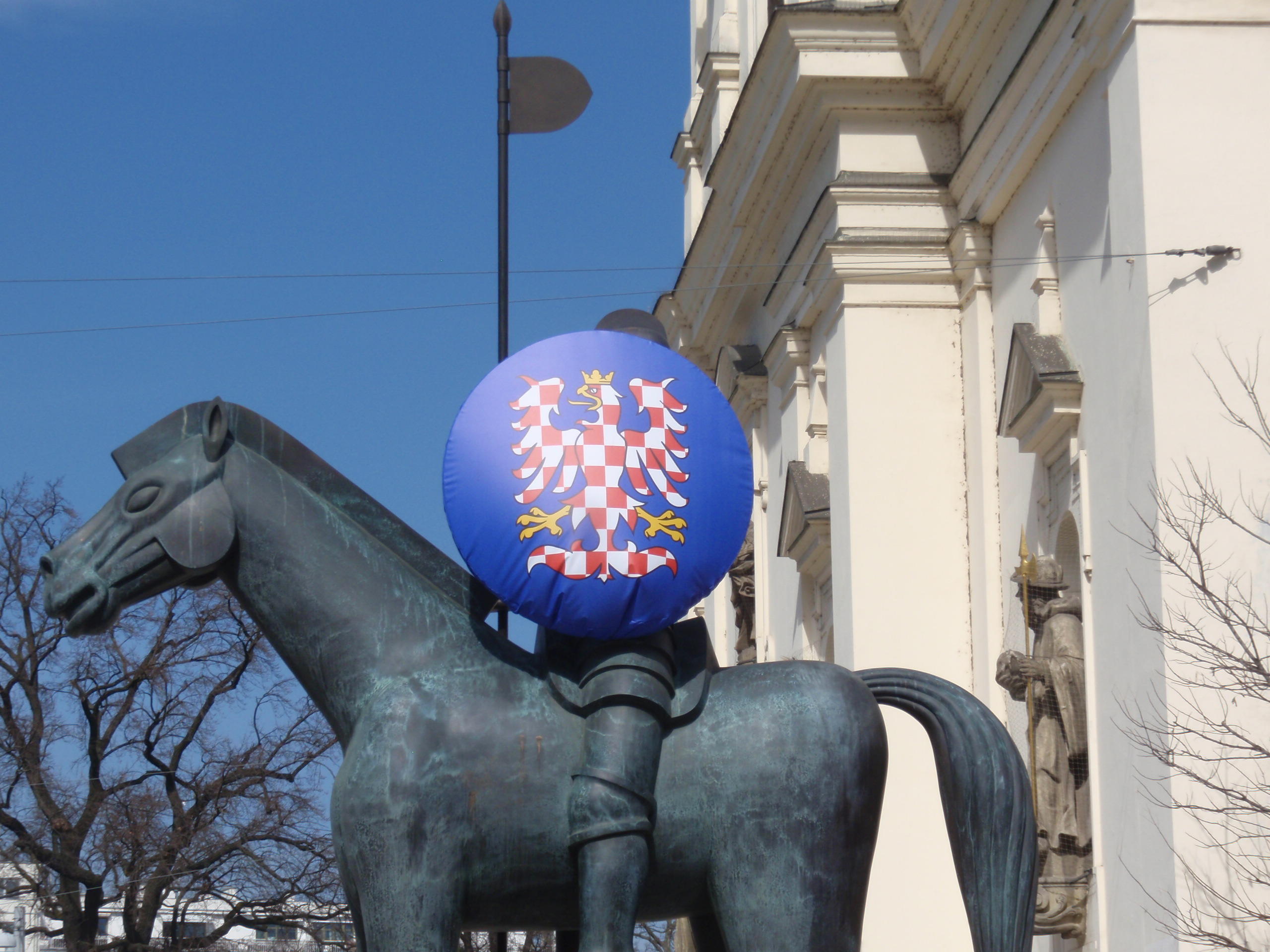
Statue équestre de Jobst de Moravie sur Moravské náměstí (« Place de Moravie ») à Brno. À l'occasion du recensement de la population et des logements de 2021, bouclier rond tenu par le chevalier a été recouvert d'une bâche aux couleurs moraves.

Les dix plus grandes villes de Moravie en nombre d'habitants sont :
1. Brno - 380 681
2. Ostrava - 289 128 (située de part et d'autre de la frontière historique entre la Moravie et la Silésie, dont 177 506 en Moravie, à Ostrava morave et dans d'autres parties, soit environ 61,4 % de la population d'Ostrava)
3. Olomouc - 100 523
4. Zlín - 74 997
5. Jihlava - 50 845 (située à l'origine uniquement en Moravie, aujourd'hui située de part et d'autre de la frontière historique frontière provinciale tchéco-morave)
6. Prostějov - 43 680
7. Přerov - 43 186
8. Třebíč - 35 691
9. Znojmo - 33 780
10. Kroměříž - 28 360

#### Autres villes notables
Parmi les autres villes historiquement importantes figurent Slavkov, théâtre de la Bataille d'Austerlitz, Kroměříž, appelée Haná Athènes, où l'assemblée constituante (Reichstag) s'est réunie en 1848 et où la ville est devenue le lieu le plus important de la monarchie autrichienne pendant plusieurs mois, Hodonín et Břeclav. Uherské Hradiště est alors le centre de Slovaquie morave avec un important site archéologique grand-morave. À Nový Jičín en 1790 est mort Ernst Gideon von Laudon, l'un des plus grands chefs militaires du XVIIIe siècle.
Les villes moraves comptent également un grand nombre de monuments importants, dont plusieurs sites classés au patrimoine mondial de l'UNESCO (Brno, Kroměříž, Olomouc, Telč, Třebíč, Valtice, Žďár nad Sázavou).

## Linguistique et régionalisme
Les Moraves sont, géographiquement les habitants la province tchèque de Moravie et font partie de la nation tchèque ; linguistiquement le tchèque parlé en Moravie présente plusieurs variétés dialectales mais une caractéristique commune des dialectes moraves est l'utilisation plus fréquente de la première personne des verbes en -u : jsu en Moravie au lieu de jsem en Bohême, chcu en Moravie au lieu de chci en Bohême ; historiquement les « Moraves » sont les habitants de la Grande-Moravie et religieusement les adeptes, pas nécessairement tchèques, de l'église protestante de Moravie (aussi présente en Allemagne et ailleurs dans le monde).
Selon la constitution de la Tchéquie, le droit du sol et le droit international, les Moraves sont citoyens de la Tchéquie et selon les ethnologues ils sont membres de l'ethnie tchèque, mais certains Moraves attachés à leurs particularismes affirment être différents des Tchèques.
Au recensement tchécoslovaque de 1991, postérieur de peu à l'ouverture du rideau de fer, à la chute du mur de Berlin et à la « révolution de velours », le pourcentage des tchécoslovaques qui se déclarèrent « Moraves » fut de 13,2 %. La Moravie représentant environ un quart de la Tchécoslovaquie, cela implique qu'à ce moment, 40 % des habitants de la Moravie se considéraient comme une nation à part entière, sans pour autant vouloir se séparer de la Bohême.
Au recensement tchèque de 2000, parmi les citoyens tchèques, 3,7 % se sont déclarés « Moraves ».

## Politique
Un parti politique, le Moravané, promeut l'autonomie de la Moravie au sein de la Tchéquie.

## Régions ethniques
- Hanatsie (pays des Hanáci) ;
- Laquie (pays des Laši) ;
- Slovaquie morave (zones frontalières où le slovaque est aussi parlé) ;
- Valaquie morave (zone frontalière avec la Slovaquie, où un dialecte roman était jadis parlé).

## Découpage administratif actuel
- Moravie-du-Sud
- Région de Moravie-Silésie
- Région de Pardubice
- Région d'Olomouc
- Région de Vysočina
- Région de Zlín

## Personnalités nées en Moravie
Né au XVIe siècle
- Jan Amos Komenský (Comenius), pédagogue, humaniste et philosophe.

Nés au XIXe siècle
- Richard Belcredi, ministre-président d’Autriche (1865-1867).
- Tomáš Baťa, entrepreneur, fondateur de la société des Chaussures Bata.
- Otakar Borůvka, mathématicien et algorithmicien
- Sigmund Freud, père de la psychanalyse.
- Leoš Janáček, compositeur.
- Tomáš Garrigue Masaryk, premier président de la Tchécoslovaquie.
- Edmund Husserl, fondateur de la phénoménologie transcendantale.
- Eliška Junková, pilote automobile.
- Gregor Mendel, père de la génétique.
- Alfons Mucha, peintre.
- František Palacký, historien et homme politique, « Père de la nation ».
- Joseph Aloïs Schumpeter, économiste.
- Ernst Mach, physicien, psychologue et philosophe.
- Erich Wolfgang Korngold, compositeur, créateur du style symphonique « hollywoodien ».
- Gustav Mahler, compositeur, chef d'orchestre et pianiste.

Nés au XXe siècle
- Alfred Brendel, pianiste, poète et essayiste.
- Rudolf Firkušný, pianiste.
- Kurt Gödel, mathématicien.
- Vojtěch Jasný, cinéaste.
- Karel Reisz, cinéaste.
- Josef Koudelka, photographe.
- Milan Kundera, écrivain.
- George Mráz (né Jiří Mráz), musicien
- Ivan Theimer, sculpteur.
- Miroslav Tichý, photographe.
- Oskar Schindler, industriel et homme d’affaires du parti nazi ayant sauvé plus de 1 000 juifs de l’extermination allemande.
- Emil Zátopek, coureur de fond.